# Estación Nahuel Rucá
Nahuel Rucá es una estación ferroviaria ubicada en el paraje del mismo nombre, en el partido de Mar Chiquita, Provincia de Buenos Aires, Argentina.

## Servicios
La estación era intermedia del servicio que se prestaba entre General Guido y Vivoratá. No presenta servicios de pasajeros ni de cargas y el ramal se encuentra en completo estado de abandono. 

## Historia
Fue inaugurada en 1912, cuando el Ferrocarril del Sud habilitó la parada a unos 29 km del mar. 